# جاين هاميلتون هول
جاين هاميلتون هال (بالإنجليزية: Jane Hamilton Hall)‏ (23 حزيران 1915- تشرين الثاني 1981) كانت عالمة فيزياء أمريكية. عملت خلال الحرب العالمية الثانية على مشروع مانهاتن، وبقيت بعد الحرب في مختبر لوس ألاموس الوطني حيث أشرفت على بناء وإطلاق المفاعل النووي «كليمنتاين» وأصبحت مديرة مساعدة للمختبر في عام 1958. شغلت هاميلتون منصب سكرتيرة اللجنة الاستشارية العامة لهيئة الطاقة الذرية منذ عام 1956 وحتّى عام 1959، كما أصبحت عضواً في اللجنة منذ عام 1966 وحتّى عام 1972.

## السيرة الذاتية
ولدت جين إليزابيث هاميلتون في مدينة دنفر في كولورادو في 23 حزيران من عام 1915. ترعرعت في مدينة دينفر تحت رعاية أبيها الذي كان يعمل كصيدلاني، ودخلت المدرسة الثانوية الجنوبية في عام 1929 وتخرّجت منها في عام 1932.  قررت هاميلتون أن تدرس الفيزياء في جامعة دينفر إلا أنها سرعان ما التحقت بجامعة شيكاغو وحصلت بعدها على درجة البكالوريوس في العلوم (B.S.) في عام 1937، ومن ثمّ حصلت على درجة الماجستير في العلوم (M.S.) في عام 1938، كما نالت بعدها شهادة الدكتوراه في الفيزياء في عام 1942.
كتبت هاميلتون أطروحتها في مجال علم البلّوريات عن «تشتت الحرارة المنتشرة للأشعة السينية بواسطة كلوريد البوتاسيوم وبروميد البوتاسيوم». وفي ذلك العام، كانت هاميلتون واحدة من بين 461 امرأة حصلت على درجة الدكتوراه في الولايات المتحدة الأمريكية، كما أنها كانت المرأة الوحيدة التي حصلت على درجة الدكتوراه في الفيزياء من جامعة شيكاغو.
تعرّفت هاميلتون في جامعة شيكاغو على ديفيد هال الذي كان زميلها في دراسة الفيزياء، وكان ينتمي إلى عائلة علمية حيث كان والده مختصّاً بالكيمياء وأمّه مختصّة بالرياضيات، ومن ثمّ تزوّجا في شهر كانون الأول من عام 1939. ليكملا سويّة أطروحتهما في درجة الدكتوراه بينما كانا يعملان كمساعدين في قسم الفيزياء في جامعة دينفر. رُزق الزوجان بطفلين هما مالكوم وليندا. كانت هاميلتون عضواً في «ألفا جامّا دلتا» الأخوية النسائية الدولية.
عاد الزوجان من دينفر إلى شيكاغو في عام 1943 بعد أن عملا لمدّة عام كمساعدين في جامعة دنفر، وانضما إلى مختبر الصناعات التعدينية في جامعة شيكاغو، حيث بحث الزوجان هناك في نقاء الجرافيت. ومع بداية اشتعال الحرب العالمية الثانية، شعر الزوجان بضرورة المشاركة في الجهود المبذولة في الحرب، لذا قاما بالانتقال إلى بلدة تبعد حوالي 2000 ميل عن شمال شرقي واشنطن للعمل في مشروع منهاتن السري للغاية.
لم يعمل الزوجان في نفس المجموعة ضمن مشروع منهاتن كي لا يخرقا قوانين المحسوبية، لذلك عمل ديفيد هال على تصميم مفاعل نووي، بينما كُلّفت جاين هاميلتون هال في العمل ضمن مجموعة الفيزياء الصحّية الخاصة بهيربرت باركر، حيث سرعان ما أصبحت رئيساً لقسم الدراسات الخاصة. سلّمها باركر مهمة دراسة جوانب السلامة في المفاعلات والبحث في مخاطر استنشاق البلوتونيوم. وفي شهر أيلول من عام 1944 كتبت هاميلتون هال تقريراً يناقش معايير خطورة تأثير سحابة من الغاز المشع الناجم عن المفاعل والمسافة الآمنة للوقوف بجانبها.
انتدبت هاميلتون هال للعمل في شركة دوبونت الأمريكية حيث أصبحت كبيرة المشرفين على أعمال موقع هانفورد الهندسية. انتقلت هاميلتون هال برفقة زوجها ديفيد إلى هذه المنطقة في منتصف عام 1944، وأشرفا على بناء المفاعل B والمفاعل D والمفاعل F هناك. وفي تشرين الأول من عام 1945 جلب عالم الفيزياء إنريكو فيرمي هاميلتون هول إلى مختبر أرجون الوطني لتعمل كعالمة فيزياء وكمساعدة له بصفته مدير المختبر.
بعد أن قامت هاميلتون هول برفقة زوجها بالمساعدة في بناء وإطلاق المفاعلات النووية في ربيع عام 1945، عاد الزوجان إلى شيكاغو حيث عملت كمساعد لمدير مشروع الصناعات التعدينية في جامعة شيكاغو. وفي 16 تموز من العام ذاته، قام العلماء القائمين على مشروع Y (في فرع لوس آلاموس لمشروع منهاتن) بتفجير أول قنبلة ذرية في العالم تحت اسم «الثالوث» باستخدام البلوتونيوم الذي تم إنتاجه في موقع هانفورد.
ولكن في تشرين الثاني من عام 1945وصل الزوجان هول مع ابنهما الصغير مالكوم إلى لوس ألاموس  في وقت محوري من تاريخ المختبر، حيث عُيّن كل من هاميلتون هول وزوجها في مناصب ضمن مختبر لوس ألاموس، إلا أن عملهما كان على مستوى متدن في المختبر البعيد بعد أن أُسقطت القنابل وانتهت الحرب. ومع انتهاء الحرب، أراد معظم العلماء العاملين هناك مغادرة بلدة نيو مكسيكو الصغيرة والعودة إلى جامعاتهم ومختبراتهم، وبالفعل قام العديد منهم بالمغادرة. كان المختبر يقدّم مجموعة من العلوم الرائدة حينها  وشعر الزوجان بأن سياسة الأمن القومي للولايات المتحدة الأمريكية تعتمد على الأسلحة التي يتم تطويرها في لوس ألاموس.
عملت هاميلتون هال في قسم أبحاث الأسلحة في مختبر لوس ألاموس، والذي كان معنيّاً بالدرجة الأولى بميكانيكا وديناميكيات إطلاق الطاقة النووية. وفي ذلك الوقت، اعتُمد أحد الاقتراحات ببناء أول مفاعل سريع في العالم. بدأ بناء هذا المفاعل في شهر آب من عام 1946 في لوس ألاموس كانيون، وهو واد عميق يقع جنوب المختبر.
أشرف العالم الفيزيائي فيليب موريسون على البناء، وكُلّف كلّ من الزوجين بمهمة الإشراف على بناء وإطلاق مفاعل كليمنتاين النووي بعد أن قبل موريسون عرضاً بالانضمام إلى كلية الفيزياء في جامعة كورنيل. شملت مهام الزوجين التخطيط النوعي وجداول البناء واختبار المفاعل في المراحل المختلفة من بنائه، إضافة إلى إجراء التجارب وتحمّل مسؤولية سلامة العمّال وكتابة التقارير وتفسير البيانات.
كان «كليمنتاين» أول مفاعل نووي سريع في العالم، كما أنه كان أول مفاعل يعمل بواسطة البلوتونيوم ويستخدم سائلاً في تبريد المعادن، وفي هذه الحالة استُخدم الزئبق. حققت هاميلتون هال معظم الأهداف التي أرادت الوصول إليها عن طريق المفاعل، كالحصول على بيانات مهمة عن الأسلحة النووية واكتساب خبرة في تصميم المفاعلات السريعة والسيطرة عليها. إلا أن حالة المفاعل أصبحت حرجة لذا استُخدم في بعض التجارب العلمية إلى أن تم تفكيكه في عام 1953م.
استغرقت عملية إكمال المفاعل من هاميلتون هول وزوجها ما يقارب 27 شهراً بعد أن قاما بتحقيق النقطة الجوهرية التي تتمحور حول وصول رد الفعل النووي إلى مرحلة يكون فيها مكتفٍ ذاتياً في عام 1946. وفي ذلك العام، شملت مساهمات هاميلتون هول البحثية كتابة تقرير بعنوان «تأثير تغيرات الحرارة والتفاعل في تشغيل مفاعل لوس ألاموس بلوتونيوم»، حيث درست في هذا التقرير جميع الظروف الخطيرة التي قد تنشأ أثناء تشغيل المفاعل، كما فحصت جميع هذه الظروف للتقليل من احتمالية حدوثها من خلال دوائر السلامة ومؤشرات التحذير وخطط التشغيل.
تضمّنت اهتمامات هاميلتون هول البحثية تطوير المفاعل النووي وعلم بلّورات الأشعة السينية وفيزياء النيوترونات والأشعة الكونية. [8] وبحلول عام 1950 تمت ترقيتها إلى منصب مساعد المدير الفني للمختبر، حيث سمح لها هذا المنصب بمواصلة أبحاثها حول تكنولوجيا الأسلحة النووية.
أبلغت هاميلتون هال في عام 1951 عالم الفيزياء النظرية الأمريكي روبرت أوبنهايمر بنتيجة تجربة جورج النووية ضمن عملية الاحتباس الحراري، والتي تم فيها تعزيز إنتاجية القنبلة الذرية عن طريق إضافة كبسولة صغيرة تحتوي على أقل من 1 أونصة (28غ) من الديونيريوم والتريتيوم، مما أدى إلى زيادة الإنتاجية بمقدار 25 كيلو طن من مادة ال «تي إن تي» (100 تيرا جول).
أصبحت هاميلتون هول مديراً مساعداً في مختبر لوس ألاموس الوطني في عام 1958 بعد أن قام مدير المختبر نوريس برادبيري بترقيتها. كانت أول من شغل هذا المنصب على الإطلاق، حيث لم يشغله من قبلها امرأة أو حتّى رجل، وذلك على الرغم من كون الخمسينيات إحدى الفترات الزمنية التي تُعرف بالتمييز الجنسي المتكرر ضد المرأة. شملت مسؤوليات هاميلتون هول كمدير مساعد إعلام السياسيين في واشنطن عمّا يحدث في المختبر.
كانت هاميلتون هال في عام 1958 مندوبة أمريكية في مؤتمر الذرّات من أجل السلام في مدينة جينيف السويسرية. كما شغلت هاميلتون هال منصب سكرتيرة اللجنة الاستشارية العامة (GAC) لهيئة الطاقة الذرية (AEC) منذ عام 1956 وحتّى عام 1959، وكانت عضواً في اللجنة الاستشارية العامة منذ عام 1966 وحتّى عام 1972، والتي كانت مهمّتها تقديم المشورة لهيئة الطاقة الذرية بشأن المسائل العلمية والتقنية المتعلّقة بالطاقة الذرية، لتكون أول امرأة تعمل في هذه اللجنة بعد تعيينها من قبل الرئيس ليندون جونسون في عام 1966.
إضافة لذلك، عملت هاميلتون هول كعضو في هيئة الطاقة الذرّية ضمن اللجنة الاستشارية المسؤولة عن المواد النووية والحماية منذ عام 1967 وحتّى عام 1972، وتقاعدت من مختبر لوس ألاموس الوطني في عام 1970. [6][11] في شهر تشرين الأول من ذلك العام، قدّم لها رئيس لجنة الطاقة الذرية جلين سيبورج تكريماً وميدالية ذهبية باسم هيئة الطاقة الذرية. [6] توفّيت هاميلتون هول في شهر تشرين الثاني من عام 1981. 